# エデンの東 (映画)
『エデンの東』（エデンのひがし、East of Eden）は、1955年のアメリカ合衆国のドラマ映画。監督はエリア・カザン。映画初主演となるジェームズ・ディーンは、この作品で名実ともに一躍スターの地位を不動のものとした。
第28回アカデミー賞で監督賞、主演男優賞、助演女優賞、脚色賞にノミネートされて、ジョー・ヴァン・フリートがアカデミー助演女優賞を受賞した。また第13回ゴールデングローブ賞作品賞（ドラマ部門）、第8回カンヌ国際映画祭劇映画賞も受賞している。
原作はジョン・スタインベックの同名小説で、その後半部分をポール・オズボーンが脚色した。
出演はジュリー・ハリス、レイモンド・マッセイ、ジョー・ヴァン・フリート、リチャード・ダヴァロス、バール・アイヴスなど。
アメリカ国立フィルム登録簿 2016年選出。

## ストーリー
1917年、アメリカ合衆国カリフォルニア州サリナス。当地トラスク家アダムの息子ケイレブ（愛称キャル）は、或る秘密を探っていた。有蓋貨車に飛び乗り、モントレーの港町でいかがわしい酒場を経営している中年女性ケートを尾行していた。彼女が、死んだと聞かされていた自分の母かも知れない人物だったからである。キャルは父アダムが事業として計画していたレタスの冷蔵保存に使用される氷を屋外に滑らせ砕き、そのことで父から聖書の一節を引用した叱責を受ける中、「自分のことを知りたい、そのためには母のことを知らなければ」と母のことを問い質す。アダムは母との不和を話したが、彼女は死んだということは揺るがない。キャルはケートの店に向かい、彼女と直接対面するも話には応じて貰えず追い返されてしまう。その後、キャルはアダムの旧友である保安官のサム・クーパーから誰にも見せなかったという両親が結婚した時の写真を見せられ、ケートが自分の母だと確信する。
ある日、キャルは「父から愛されていないのではないか」という自分の悩みを、双子の兄弟であるアーロンの恋人・アブラに打ち明ける。すると、彼女も同じ悩みを抱えていたことがあったことをキャルに打ち明け、2人の心が近づく。
やがてアダムは、氷で冷蔵保存したレタスを東海岸に運んで大儲けすることを狙って貨物列車で東部の市場へ出荷しようとしたが、その途中で峠が雪崩で通行不能となり、列車内で氷が溶けて野菜が腐ってしまい大損害を蒙る。キャルは損失額を取り戻すべく、取引の先見の明を持つウィル・ハミルトンのもとを訪れ、彼に認められて戦争に伴う需給逼迫から大豆が高騰するという話を聞くが、投資額は彼に工面出来るものではない。そこで彼はケートのもとへ向かい、資金を求めるが一度は断られてしまう。しかし、そこでケートが家を出た理由は自由を求めていたからということ、アダムがインディアンとの戦いで負ったと言っていた傷はケートが家を出るときに彼女に撃たれて負ったということ、ケートも息子キャルと同じようにアダムから聖書を引用した叱責と清廉であることへの束縛を嫌っていたことが語られ、話の後には資金の提供を受けることに成功する。
米国の第一次世界大戦への参戦による需要急拡大によりキャルは利益を上げるが、アーロンは自分は戦争に反対しているから兵役に志願しないとキャルに語る。その一方、ドイツ系移民である靴屋のグスタフ・アルブレヒトはドイツ系差別の煽りを受け、店舗のガラスを割られる。祭りの日、キャルはアーロンと待ち合わせをしていたアブラと出会う。アーロンとの待ち合わせまでの時間、早く来ていたアブラと共に行動するキャル。2人は観覧車に乗り、キャルはアブラからアーロンとの間には何か違和感を覚えること、母のいないアーロンが自分に求める母親の像と自分とは違っているということを打ち明けられ、そしてアブラはキャルに唇を許す。
一方、その観覧車の下では、靴屋のグスタフ・アルブレヒトが反ドイツ感情の強い人々に小突かれて、その中にアーロンが巻き込まれたことを目撃したキャルは彼を助けるべく騒ぎの中へと飛び込み乱闘騒ぎとなる。保安官のサム・クーパーがその場を収め騒ぎは静まったが、キャルは乱闘に巻き込まれたアーロンを助けに入ったのに、アブラが近くにいたので、アーロンはキャルがアブラの前で良い恰好をしたかっただけだと思ってしまい殴り合いを始める。
大豆の取引によってキャルが得た利益が父アダムの損失を補填出来る金額になり、アダムの誕生日にそれを渡すキャル。しかし、戦争に良い感情を持たず、戦争を利用して大金を得たことをアダムは叱責して金を受け取らず、アーロンとアブラが婚約を伝えたように清らかなものが欲しかったと語る。キャルは大声で泣き「父さんが憎い」と叫んで出て行く。嘆くキャルをアブラが慰めているのを目撃したアーロンは激昂。アブラにキャルと話すな、キャルに近付くなと厳しい口調で言う。それに対してキャルは父への憎しみが何時しかアーロンへの憎しみに変わり、母であるケートの酒場にアーロンを連れて行き、初めて彼に母と対面させる。驚いたアーロンを母と2人きりにさせてキャルが帰宅する。アダムにアーロンの行方を問われたキャルは「知らないね、僕は兄さんの子守りじゃないんだ」と返し、ケートが家を出た理由にも触れ、父との決別を告げる。アーロンは最も軽蔑する女が自分の母であったことを知って激しいショックを受け自暴自棄になり、その日のうちに兵役に志願する。
アダムは知らせを受けて駅に行く。兵役に志願する若者たちを乗せた列車の窓からアーロンは頭でガラスを破って父を笑い、列車は動き出す。そのことはアダムにとって余りのショックで、列車が出た直後脳出血で倒れ、身動きも出来ない重病人となった。身体が麻痺して寝たきりの状態になって看護婦が付きっきりになった。キャルは自分がやったことで起きた事態に良心の呵責に苦しむ。皆が見舞いに来る中で保安官のサムがキャルに「アダムとイヴの子カインは、嫉妬の余りその弟アベルを殺す。やがてカインは立ち去りて、エデンの東ノドの地に住みにけり」と旧約聖書の一節を語って、取りあえずお前はこの家から出て行った方がいいと諭す。自分も去らねばならないと決意したキャルは病床にあるアダムに許しを乞うが、アダムはもはや虚ろな目で何の反応も示さない。キャルは絶望の淵に立つこととなった。
アブラは自分の心の中にキャルがいることに気づいた。病身のアダムのベッドの傍で1人必死に、キャルが父の愛を求めていたことを語り、キャルに何か頼み事をしてほしい、そうでないと彼は一生ダメになってしまうと訴えた。そして、絶望して部屋に入りたがらないキャルを説得して父のベッドで再び許しを請うように促す。アダムの目が訴えるようになり、キャルがアダムの口元に耳を寄せると、アダムは、何かにつけて煩しい看護婦を辞めさせてくれとキャルに頼む。キャルが看護婦に「出て行け！」と叫び、看護婦が退出すると、アダムは微かな声で「代わりの看護婦は要らない。お前が付き添ってくれ」と告げる。確かな言葉で父の愛を知ったキャルとアブラは涙する。そしてキャルは父のベッドの枕元に座り続けるのだった。

## キャルとアロンの「きょうだい」問題
旧約聖書のカインとアベルをモチーフにして扱っているとおり、キャル（カイン）は兄、アーロン（アベル）は弟、とするのが正しい。しかし映画公開後、日本語文化圏ではキャルを弟、アーロンを兄として翻訳されている。原文では「お互い名前で呼び合う」「ブラザー（兄・弟の区別はない）と語る」「ふたりは双子である」ということを考慮して、字幕を訳し直した太田直子は、「兄・弟の区別を一切つけなかった」としている。

## 登場人物
ケイレブ（キャル）・トラスク
演 - ジェームズ・ディーン
主人公。アダムの息子でアーロンの双子の兄。アダムより聖書にちなんでケイレブと名付けられるが、映画では愛称のキャルと呼ばれている。粗暴と言われるが孤独で、父アダムから愛されていないことで悩んでいる。
エイブラ
演 - ジュリー・ハリス
アーロンの恋人で、キャルやアダムへも気配りを忘れない優しい娘。実はキャルの抱える悩みと同じ思いをしたことがあるのだが、今は親との仲は良好。
アダム・トラスク
演 - レイモンド・マッセイ
キャルとアーロンの父。かつては東部で農場を経営していたが、1年前に東部からサリナスへと移住し、レタスの栽培と冷蔵輸送を考え始める。敬虔なクリスチャンで、キャルが問題を起こしたときには聖書を取り出し、聖書の一節から教えを説く。地元の徴兵委員会の委員長。
ケート
演 - ジョー・ヴァン・フリート
キャルとアーロンの母。アダムの元妻。モントレーでいかがわしい酒場を経営している。激しい性格でアダムを撃ってケガを負わせた過去があった。しかしキャルには優しい一面を垣間見せることがある。
アーロン・トラスク
演 - リチャード・ダヴァロス
アダムの息子でキャルの双子の弟。従順で礼儀正しい性格からアダムの期待を一身に受けている。
ウィル・ハミルトン
演 - アルバート・デッカー
サリナス在住の資産家で、商売における目の付け所においては抜け目の無い人物。アメリカの第1次世界大戦参戦に伴う、穀物の値上がりを予想して一攫千金を狙い、キャルにそのことを教える。
グスタフ・アルブレヒト
演 - ハロルド・ゴードン
サリナスで靴屋を経営しているドイツ系移民。アダムのチェス仲間で、キャルやアーロンとも親しい。アメリカの大戦参戦後はドイツの非道さが喧伝されるに対して「嘘だ、でたらめだ」と主張し、地元民との乱闘騒ぎを招く。その収拾は、キャルとアーロンの間に亀裂が生じる切っ掛けとなる。
ジョー
演 - ティモシー・ケイリー
ケートの用心棒。映画の冒頭でケートを尾行していたキャルを追い払う。
アン
演 - ロイス・スミス
ケートの家と酒場で働く女性。
サム・クーパー
演 - バール・アイヴス
保安官。アダムとは古くからの友人。アダムの過去を知る彼はキャルのことを心配しながら温かく見守る。しかし最後にはキャルに旧約聖書の一節「エデンの東」を語って、サリナスから去るように忠告する。

## キャスト
| 役名                         | 俳優                     | 日本語吹替                                                                 | 日本語吹替 |
| 役名                         | 俳優                     | テレビ朝日版                                                               | 機内上映版 |
| ---------------------------- | ------------------------ | -------------------------------------------------------------------------- | ---------- |
| ケイレブ（キャル）・トラスク | ジェームズ・ディーン     | 野沢那智                                                                   | 池田秀一   |
| アブラ                       | ジュリー・ハリス         | 香野百合子                                                                 | 杉山佳寿子 |
| アダム・トラスク             | レイモンド・マッセイ     | 鈴木瑞穂                                                                   |            |
| ケート                       | ジョー・ヴァン・フリート | 鳳八千代                                                                   |            |
| アーロン・トラスク           | リチャード・ダヴァロス   | 富山敬                                                                     |            |
| ウィル・ハミルトン           | アルバート・デッカー     | 石田太郎                                                                   |            |
| グスタフ・アルブレヒト       | ハロルド・ゴードン       | 宮内幸平                                                                   |            |
| ジョー                       | ティモシー・ケイリー     | 青野武                                                                     |            |
| アン                         | ロイス・スミス           | 小山茉美                                                                   |            |
| サム・クーパー               | バール・アイヴス         | 富田耕生                                                                   |            |
| 不明 その他                  |                          | 石井敏郎 大方斐紗子 麦人 鈴木れい子 安田隆 仲木隆司 杉田俊也 川浪葉子 糸博 | 片岡富枝   |
|                              |                          |                                                                            |            |
| 演出                         | 演出                     | 山田悦司                                                                   |            |
| 翻訳                         | 翻訳                     | 進藤光太                                                                   |            |
| 効果                         | 効果                     | PAG                                                                        |            |
| 調整                         | 調整                     | 山田太平                                                                   |            |
| 制作                         | 制作                     | 日米通信社                                                                 |            |
| 解説                         | 解説                     | 淀川長治                                                                   |            |
| 初回放送                     | 初回放送                 | 1982年1月17日 『日曜洋画劇場』 ※DVD&Blu-ray収録                            |            |

## 音楽
- レナード・ローゼンマンは、教え子だったジェームズ・ディーンから監督のエリア・カザンに紹介され、テーマ曲作曲を依頼された。
- The film music of Leonard Rosenman East Of Eden (dir. Elia Kazan; Warner Bros., 1955) Rebel Without A Cause (dir. Nicholas Ray; Warner Bros., 1955)（CD/全15曲）
- 『ジェームス・ディーンのすべて』（ワーナーパイオニア/P-6355W、1975年）　ジェームズ・ディーン主演3作品名場面の音楽と台詞集（オリジナルサウンドトラック）

## 受賞歴
| 賞                         | 部門                 | 対象                     | 結果       |
| -------------------------- | -------------------- | ------------------------ | ---------- |
| 第28回アカデミー賞         | 監督賞               | エリア・カザン           | ノミネート |
| 第28回アカデミー賞         | 主演男優賞           | ジェームズ・ディーン     | ノミネート |
| 第28回アカデミー賞         | 助演女優賞           | ジョー・ヴァン・フリート | 受賞       |
| 第28回アカデミー賞         | 脚色賞               | ポール・オズボーン       | ノミネート |
| 第13回ゴールデングローブ賞 | 作品賞（ドラマ部門） |                          | 受賞       |
| 第13回ゴールデングローブ賞 | 特別業績賞           | ジェームズ・ディーン     | 受賞       |
| 第8回カンヌ国際映画祭      | 劇映画賞             |                          | 受賞       |

## Blu-ray
- 2018年2月17日  字幕：日本語、英語 
ワーナー・ブラザース・ホームエンターテイメント(販売元)

- 2014年4月23日 字幕：日本語、英語　 Happinet(販売元)
<映像特典>約144分
・フォーエバー・ジェームス・ディーン
・エデンの東:苦悩から生まれた芸術
・スクリーン・テスト
・ワードローブ・テスト
・未公開シーン集
・ニューヨーク・プレミア
・オリジナル劇場予告編

## 評価
Rotten Tomatoesによれば、批評家の一致した見解は「『エデンの東』は物語を壮大なスケールに膨らませようと懸命に努力しているが、ジェームズ・ディーンの魅力的な演技がこのシネマスコープのドラマに激しい感情の多くを与えている。」であり、評論43件、批評家支持率86%で、一般平均点は5点満点で4.2点、一般支持率は90%(評価数1万)となっている(2025-7)。
Metacriticによれば、10件の批評家評論のうち、高評価は7件、賛否混在は3件、低評価はなく、平均点は100点満点中72点、一般評価数21件、10点満点の平均は7.2点となっている(2025-7)。

## エピソード・トリビア
- この映画の主題曲は映画音楽の中でも人気が高く、特にヴィクター・ヤング演奏[7]のレコードはよく使われて、こちらがサウンドトラック盤と間違われることが多い。実際のサウンドトラックはレナード・ローゼンマン演奏[8]である。
- ヴィクター・ヤング演奏の主題曲は文化放送『ユア・ヒット・パレード』で78週連続・通算では約2年間にわたり1位[9][10]、1956年度から1958年度の3年連続で年間1位[11] を記録し、番組開始から20年間（1955年〜1974年）の総合ランキングでも1位[12] を獲得した。
- 主演を務めたディーンは、不仲の父アダムを演じたマッセイにわざと嫌われるようにするために、撮影期間中ろくに挨拶もしないなど横柄な態度をとっていたため、マッセイに本気で怒られたという。
- エリア・カザンは自らの作品で新人俳優を抜擢することが多く、本作のジェームズ・ディーンが最も有名だが、他に『波止場』でマーロン・ブランド、「Wild River」でモンゴメリー・クリフト、『草原の輝き』でウォーレン・ビーティを輩出している。
- 淀川長治は、父に豆相場で儲けた大金を贈ろうとして父に拒絶されるシーンで「身体中から悲しみの声を振り絞り、男泣きに泣き出してしまうところのディーンのセリフと演技は、まさに彼の他にあれだけ悲劇的な詩情を匂わせる役者はいない」と語っている。
- この映画の出演者は西部劇の出演俳優が多い。レイモンド・マッセイは『西部開拓史』、バール・アイヴスは『大いなる西部』、アルバート・デッカーは『ワイルドバンチ』、ジョー・ヴァン・フリートは『OK牧場の決斗』、そしてジェームズ・ディーンは『ジャイアンツ』[注 3]である。
- 小森和子は、この映画の原作を「親子・兄弟・男女の愛憎をそれぞれ描いて、人類が住むこの地上の世界が全て『エデンの東』であることがテーマである」と述べている。
- 『エデンの東』に影響を受けた日本の作品としては、小津安二郎監督の『東京暮色』（1957年）や石坂洋次郎の小説と石原裕次郎・北原三枝による映画化作品『陽のあたる坂道』（1958年）がある。後者では愛を求める対象が父親ではなく、会ったことのない母親になっている。
- ジュリー・ハリスは俳優人生最高の思い出を聞かれ、ジェームズ・ディーンとキスをしたことだと話した。
- プレゼントの金を父親に拒絶されて台本ではそのまま出ていくはずだったが、振り返ってマッセイを抱きしめるのはディーンの即興[13]。